# 미나모토노 요시나카
미나모토노 요시나카(일본어: 源 義仲)는 일본 헤이안 시대 말기의 시나노 겐지(信濃源氏)의 무장이다. 가와치 겐지의 일족인 미나모토노 요시카타(源義賢)의 둘째 아들로, 미나모토노 요리토모(源賴朝)·요시쓰네(義經) 형제와는 사촌형제 지간이다. 기소 요시나카(일본어: 木曾 義仲)라는 통칭으로 알려져 있으며, 군담소설 《헤이케 이야기(平家物語)》에는 아사히 쇼군(일본어: 朝日將軍, 또는 旭將軍으로도 쓴다)으로 불리고 있다.
헤이케(平家) 타도를 명하는 황족 모치히토 왕(以仁王)의 영지(令旨)를 받들어 거병, 교토에서 도망쳐 온 모치히토 왕의 아들을 호쿠리쿠노미야(北陸宮)로서 받들고 구리가라 고개(倶利伽羅峠)의 싸움에서 헤이케의 대군(大軍)을 격파, 안토쿠(安德) 천황을 옹위한 헤이케가 서쪽으로 빠져나가고 없는 교토에 요리토모보다 먼저 입성하였다. 당시 거듭되던 기근과 헤이시의 낭자함으로 황폐해진 교토의 치안을 그가 회복시켜줄 거라 믿었던 조정의 기대와는 달리, 치안 유지에 실패하고 대규모 군단이 교토에 머무르는 동안 식량 사정마저 악화된다. 여기에 황위 계승 문제에 개입하면서 당시 실권자였던 고시라카와 법황(後白河法皇)과도 불화하게 되었고, 법주사(法住寺) 전투로 법황과 고토바 천황(後鳥羽天皇)을 유폐하고 세이토다이쇼군(征東大將軍)으로 임명되었으나, 곧 미나모토노 요리토모가 보낸 미나모토노 노리요리(源範賴) ・ 요시쓰네 형제의 공세에 밀려 구리쓰(粟津)의 결전에서 비명에 갔다.

## 생애

### 성장
가와치 겐지의 일문으로 도구다치와키센죠(東宮帶刀先生)을 지냈던 미나모토노 요시카타의 둘째 아들로 태어났다. 아명은 고마오마루(駒王丸). 어머니는 유녀(遊女)였다. 요시나카의 전반생에 대해서 사료는 언급하고 있지 않지만, 그가 태어난 곳은 무사시국(武蔵国)의 오쿠라노타테(大蔵館)라는 전승이 있는데, 아버지 요시타카가 살던 고즈케국(上野国) 다호군(多胡郡), 지금의 군마현(群馬県) 다노 군(多野郡)일 가능성이 있다.
《겐페이 성쇠기》(源平盛衰記)에 따르면 요시나카의 아버지인 요시카타는 그 형인 요시토모(義朝)와 대립하여, 요시토모의 장남 요시히라(義平)에게 잡혀 죽었다(오쿠라 합전大蔵合戦). 요시히라는 이때 두 살에 불과했던 고마오마루도 죽이라는 명을 내렸지만, 고마오마루의 유부(乳父)인 나카하라노 가네토(中原兼遠)가 어린 고마오마루를 안고 하타케야마 시게요시(畠山重能) ・ 사이토 사네모리(斎藤実盛) 등을 피해 시나노 국(信濃国)의 기소타니(木曾谷)로 달아났다(《아즈마카가미》). 이후 가네토의 비호 아래서 자라난 요시나카는 통칭을 기소 지로(木曾次郎)라 하였다. 이복 형으로 미나모토노 나카이에(源仲家)가 있었는데 그는 아버지 사후, 교토의 미나모토노 요리마사(源頼政)의 양자로 들어갔다. 스와 다이샤(諏訪大社)의 전승에는 한때 하사(下社)의 구지(宮司)였던 가나사시노 모리즈미(金刺盛澄)의 아래서 수행했다는 이야기가 있는데, 뒤에 데즈카 미쓰모리(手塚光盛) 같은 가나사시 일족이 요시나카의 거병 초부터 나카하라 일족과 함께 요시나카의 심복이 된 사실이 이 전승을 뒷받침해주고 있다.

### 거병
지쇼(治承) 4년(1180년), 황족 모치히토 왕자(以仁王, 모치히토오)가 전국의 겐지들에게 헤이케 타도를 명하는 영지(令旨)를 내리고, 숙부 미나모토노 유키이에(源行家)가 이 영지를 가지고 여러 구니(国)를 돌며 겐지들에게 거병을 호소하고 있었다. 하치조인노 구란도(八条院蔵人)라는 벼슬을 가지고 있던 형 나카이에도 5월에 양아버지 요리마사와 함께 모치히토 왕자의 거병에 가담했고, 함께 우지(宇治)에서 전사한다. 이 해 9월 7일, 요시나카는 군세를 거느리고 시나노 북부의 겐지 일족 구원에 나섰다가(이치하라 합전市原合戦) 그대로 아버지의 옛 영지였던 다호군이 있는 고즈케 국으로 향했다. 2개월 뒤에는 시나노 국으로 돌아와 오가타군(小県郡) 요다 성(依田城)에서 거병한다. 고즈케에서 시나노로 돌아간 것은 당시 요리토모를 지지하던 도세 아시카가 씨(藤姓足利氏, 후지와라 씨)와 충돌하는 것을 피하기 위해서였다고 한다.
요시나카의 거병한 장소에 대해서도 그가 기소타니에서 자랐으므로 자연스럽게 기소타니에서 거병했을 것으로 보고 있다. 《겐페이 성쇠기》에도 시게노 유키치카(滋野行親)가 기소타니의 산 아래에서 병사를 모았다는 기술이 있다. 그러나 이치시 시게키(一志茂樹)는 이 기술에 의문을 품고 요시나카의 근거지는 시게노 씨(滋野氏) 집안의 본거지였던 동부 시나노의 니시우에노(西上野)였을 것으로 보았는데, 히시누마 가쓰노리(菱沼一憲)도 뒤의 요코타 강변(横田河原) 싸움에서 요시나카측에 가담했던 기소타니의 무사(기소츄木曾衆)로서 성씨가 명확한 것은 나카하라노 가네토오의 아들들뿐이고, 요시나카가 기소타니에서 거병했다고 해도 본거지로 삼은 것은 사쿠(佐久)・오가타 2군 및 니시우에노 일부 지역이고, 이치하라 캇센이나 요코타 강변의 싸움도 이를 전제로 생각해야 한다고 주장하였다.
이듬해인 지쇼 5년(1181년) 6월에 오가타군의 시라토리가와라(白鳥河原)에서 기소츄 ・ 사쿠츄(佐久衆) ・ 소슈츄(上州衆) 등으로부터 3천 기(騎)를 모은 요시나카는 에치고 국(越後国)에서 쳐들어온 죠 스케모치(城助職)를 요코타 강변에서 맞아 격파하고 곧바로 에치고에서 호쿠리쿠도(北陸道)로 진격했다. 주에이(寿永) 원년(1182년), 호쿠리쿠로 도망쳐 온 모치히토 왕의 유아 호쿠리쿠노미야(北陸宮)를 옹호하면서 자신이 모치히토 왕의 거병을 이어받았다는 입장을 분명히 했다. 또한 요리토모와 결탁하여 남부 시나노로 진출한 다케다 노부미쓰(武田信光) 등의 가이 겐지(甲斐源氏)와 충돌을 피하기 위해 요리토모 ・ 노부미쓰의 세력이 아직 미치지 않고 있던 호쿠리쿠로 세력을 넓혔다.
주에이 2년(1183년) 2월 요리토모와 대립하다 패한 시다 요시히로(志田義広)와 요리토모로부터 쫓겨 온 유키이에가 요시나카를 의지해 오면서 이 두 사람을 요시나카가 비호한 일로, 요리토모와 요시나카의 사이는 악화되었다. 또한 《헤이케 이야기》와 《겐페이 성쇠기》에는 다케다 노부미쓰가 딸을 요시나카의 적남(嫡男)인 요시타카(義高)에게 시집보내려다 거절당하자 앙심을 품고 '요시나카가 헤이케와 손잡고 요리토모를 치려 한다'고 중상모략했다는 이야기가 나온다. 무력 충돌 직전에 간신히 화해가 성립되어, 3월에 요시타카를 인질로 가마쿠라(鎌倉)에 보냄으로써 요리토모와의 대립은 일단락되었다.
5월 11일, 엣츄 국(越中国) 도나미 산(礪波山)의 구리가라 고개(倶利伽羅峠)에서의 전투에서 요시나카는 10만에 달하는 다이라노 고레모리(平維盛)의 호쿠리쿠 추토군(追討軍)을 쳐부수고, 시노하라(篠原)에서도 헤이시를 상대로 승리를 거둔 뒤 도중에서 합류하는 무사들을 규합해 파죽지세로 교토로 진군해 나갔다. 6월 10일에는 에치젠국(越前国), 13일에는 오미국(近江国)을 거쳐 6월 말에 교토로 들어가기 위한 마지막 관문이었던 엔랴쿠지(延暦寺)와의 교섭에 들어갔다. 우필(右筆)이었던 다이후보 가쿠메이(大夫房覚明)를 시켜 쓰게 한 첩장(諜狀)에서 요시나카는 "헤이케를 따를 것인가, 겐지를 따를 것인가? 만약 악한 헤이시를 돕겠다면 우리는 승려들과 싸울 것이요, 전투가 시작되면 엔랴쿠지는 순식간에 멸망할 것이다."라는 협박이 담긴 최후통첩을 전했고, 실제로 7월 22일에 동탑(東塔) 소지인(惣持院)에 성을 쌓았다. 여기에 미나모토노 유키이에가 이가(伊賀) 방면에서, 야스다 요시사다(安田義定) 등 다른 겐지 세력들이 교토로 밀려오는 가운데 셋쓰국(摂津国)의 겐지 세력인 다다 유키쓰나(多田行綱)도 불온한 움직임을 보이고 있었다. 결국 헤이케는 교토를 버리고 25일에 안토쿠 천황(安徳天皇)과 그 이복 형제인 모리사다 친왕(守貞親王)을 끼고 사이고쿠(西国)로 달아났다. 고시라카와 법황은 미리 히에이 산(比叡山)에 숨어 헤이케를 따라가지 않았다.

### 교토 입성
7월 27일, 고시라카와 법황은 요시나카와 협력한 야마모토 요시쓰네(山本義経)의 아들 긴베노카쟈(錦部冠者) 요시타카(義高)의 호위를 받으며 교토로 돌아왔다. 《헤이케 이야기》에서는 "이 20여 년간 보지 못하던 겐지의 흰 깃발이 오늘에야 비로소 교토로 들어오도다"라며 그 감회를 적고 있다. 요시나카는 다음날인 28일에 교토로 들어와, 유키이에와 함께 렌게오인(蓮華王院)에 들어가 법황을 알현하고, 헤이시 추토를 명받는다. 그러나 30일에 열린 구교 의정(公卿議定)에서 훈공을 논함에 제1은 요리토모였고, 다음이 요시나카, 그 다음은 유키이에 순으로 순서가 확인되어 각기 위계(位階)와 임지가 주어졌다. 동시에 교토의 치안을 책임지는 임무가 요시나카에게 주어졌다. 요시나카는 교토에 들어온 동맹군 무장을 주위에 배치하고 그 자신은 중심지인 구쥬(九重, 사쿄左京)의 수호를 맡았다.
8월 10일에 논공행상을 위해 열린 지모쿠(除目)에서 요시나카는 종5위하 사바노카미(左馬頭) ・ 에치고 태수(越後守, 에치고노카미)를, 유키이에는 종5위하 빈고 태수(備後守, 빈고노카미)에 임명되었다. 16일에는 다시 요시나카를 이요 태수(伊予守, 이요노카미), 유키이에를 비젠 태수(備前守, 비젠노카미)로 옮겼는데, 《헤이케 이야기》에서는 이때 요시나카가 아사히 쇼군(朝日將軍)이라는 칭호를 얻었고 요시나카와 유키이에가 저마다 부임지에 불만을 품었기 때문에 요시나카를 겐지 총령가(総領家)라는 연고가 있는 이요로, 유키이에를 비젠으로 옮겼다고 했지만, 실제로 요시나카와의 차이를 들먹이며 불만을 드러낸 것은 유키이에뿐 요시나카가 불만을 드러낸 기록은 없다.

### 왕위 계승 문제 개입
고시라카와 법황은 천황과 신기(神器)를 돌려줄 것을 헤이케에 요구했지만 헤이케는 이를 거부했다. 결국 교토에 남아있던 다카쿠라 상황(高倉上皇)의 두 황자인 산노미야(三之宮) 고레아키라 친왕(惟明親王)과 욘노미야(四之宮) 다카나리 친왕(尊成親王) 가운데 한 사람을 옹립하기로 결정했는데, 이때 요시나카는 헤이케 타도의 공은 자신이 지지하던 호쿠리쿠노미야에게 있고, 헤이케의 악정이 아니었다면 모치히토 왕자가 즉위했을 것이므로 왕자의 직계인 호쿠리쿠노미야를 즉위시키도록 히에이 산의 승려 슌료(俊堯)를 통해 조정에 집요하게 제기해왔다. 하지만 친왕이 두 명이나 있는데 그것을 무시하고 일개 왕자의 아들에 불과한 호쿠리쿠노미야를 즉위시키자는 요청을 '적통'을 중시하는 조정이 받아들일 리가 없었다. "왕자(王者)의 일은 법황께서 정하실 문제이지, 신하된 자가 어떻게 하라고 명할 일이 아니다"라고 지적한 셋쇼(攝政) 구조 가네자네(九條兼實)를 비롯한 조정의 구교들이나 법황은 일개 무사가 왕위 계승 문제에 개입하려 드는 자체를 불쾌하게 여겼다. 요시나카를 견제하기 위해 몇 차례에 걸쳐 점을 친 결과 8월 20일에 욘노미야가 즉위하였다(형인 산노미야를 제치고 욘노미야가 즉위한 것은 법황의 총비였던 단고노 쓰보네丹後局의 베갯잇송사가 크게 작용했다고 여겨진다). 전통이나 격식을 중시하는 법황이나 구교들에게 이 사건은 요시나카를 궁중의 정치나 문화, 역사에 대한 지식과 교양이라곤 찾아볼 수 없는 '무례한 자'라는 인식만 심어주고 끝났다. 산골 벽지에서 자란 요시나카로서는 헤이케나 요리토모(어린 시절을 교토에서 보냈다)와는 달리 그런 것을 접할 기회가 전혀 없었던 것이다.

### 치안 회복 실패
또한 요시나카는 교토 치안 유지 및 그 회복에도 실패했다. 거듭되는 기근으로 인한 식량 사정이 극도로 악화된 교토에서 원정으로 지쳐있던 무사들이 거주하는 동안, 이들에 의한 교토나 주변에서의 약탈 사건이 빈번하게 일어났다. 9월에 이르러서는 "대체로 요즘 천하에 무사가 아닌 자는 하루 먹고 살 겨를조차 없다. 거듭 상하가 많이들 산골짜기 마을 같은 곳으로 달아난다고 한다. 사방이 모두 막혀서 기나이(畿內) 가까운 곳에 사람 그림자가 모두 사라지고 단보(段歩) 하나 남은 것이 없다. 또한 교토 안의 산골 및 신사(神社)와 절, 사람이 사는 집도 모두 추포(追捕)되었다. 장원에서 바친 물품이 운좋게 수도로 올라오면 사람들은 그것이 많건 적건 상관없이 귀천(貴賤)의 체통도 가리지 않고 모두 갖고 갔다."(《교쿠요》)는 말까지 나올 정도였다. 교토 안의 수호군은 요시나카가 어릴 때부터 길러온 부하들이 아니라 유키이에나 야스다 요시사다, 오미 겐지(近江源氏) ・ 미노 겐지(美濃源氏) ・ 셋쓰 겐지(摂津源氏) 등의 혼성군이었고, 그 가운데 요시나카가 가장 유력했을 뿐 전체를 통제할 수는 없었다.
《헤이케 이야기》에는 치안 단속을 명하는 명령에 대해 "도성의 경비를 책임지고 있는 자가 말 한 필씩 길러 타고 다니는 것이 잘못이란 말인가? 하고 많은 전답 가운데 벼 좀 베어다 말 먹일 풀로 썼다고 법황께서 일일이 나무라시다니 말이 되는가? 군량미도 없고 해서 병사들이 이따금씩 교외로 나가 물건을 징발해 오는 것이 뭐 그리 나쁜 일이란 말이냐? 대신의 집이나 미야노고쇼(宮御所)에 침입한 것도 아니지 않은가?"라고 요시나카가 불만을 토로한 발언이 기록되어 있다.(《헤이케 이야기》는 이 발언을 법주사 전투 직전의 발언이라고 했지만 실제로는 치안이 문제가 되고 있던 9월의 일이 아닌가 추정된다) 19일, 고시라카와 법황은 요시나카를 불러 "천하가 안정되지 않았고 또 헤이시가 아직 남아 건재하니 매사가 불편하다"며 꾸짖었다. 자신의 입장이 악화되었음을 깨달은 요시나카는 곧바로 헤이시 추토에 나서겠다고 아뢰었고, 법황은 친히 검을 주어 출진시켰다. 요시나카로서는 치안 유지 실패로 잃은 자신의 신용 회복이나 자금 확보를 위해서 어떻게 해서든 전과를 올려야만 했다. 요시나카는 심복 히구치 가네미쓰(樋口兼光)을 교토에 남기고 하리마국으로 내려갔다.

### 고시라카와 법황에 대한 항의
요시나카가 출진하자마자 기다렸다는 듯이 요리토모의 서신이 교토에 닿았다. 헤이케가 황족 및 지샤(寺社)로부터 빼앗은 영지를 본래대로 주인인 황족과 지샤에게 돌려줄 것과, 항복하는 자에게는 죄를 묻지 않겠다는 요리토모의 서신은 "서신 하나하나가 요시나카 따위와는 비교도 안 되는 구나"라는 조정의 호평을 받았고, 10월 9일에 법황은 요리토모의 본래의 관위를 돌려주고 14일에는 이른바 '주에이 2년 10월의 선지'를 내려, 도카이(東海) ・ 도산(東山) 2도(道)의 여러 구니에 대한 사실상의 지배권까지 요리토모에게 주었다. 한편 요시나카는 서쪽에서 헤이케를 상대로 고전을 거듭해, 윤10월 1일에 헤이케와의 전투인 미즈시마(水島)의 싸움에서 유력 무장인 야다 요시키요(矢田義清)를 잃었다. 요리토모의 남동생이 대장군이 되어 수만의 군세를 거느리고 교토로 오고 있다는 정보를 듣고 놀란 요시나카는 헤이시와의 전투를 끝내고 15일에 소수 군세를 거느리고 교토로 돌아왔다. 20일에 요시나카는 주상이 요리토모의 상경을 재촉한 것과 요리토모에게만 선지를 내린 것, 이 두 가지 일을 들어 "생의 큰 한"이라며 고시라카와 법황을 향해 격렬한 항의를 보냈고, 요리토모 추토를 명하는 선지 및 문서를 내려줄 것과 시다 요시히로를 헤이시 추토사(平氏追討使)로 기용해줄 것을 요구했다. 이때 요시나카의 적은 이미 헤이시가 아닌 요리토모로 바뀌어 있었다. 19일에는 겐지 일족의 회합을 열어, 법황을 받들고 간토로 진군한다는 안을 내기까지 했다. 26일에는 고후쿠지의 승병들에게 요리토모 토벌의 명이 내려졌지만, 모두 유키이에와 도키 미쓰나가(土岐光長), 그리고 고후쿠지 승병들의 맹렬한 반대로 성사되지 않았다. 이때 요시나카의 지휘하에 있던 교토 수호군은 모두 와해된 상태였고, 요시나카와 유키이에의 불화도 당연한 것이었다.

### 파열
11월 4일, 미나모토노 요시쓰네의 군세가 후와(布和) 관문까지 도달해 오자 요시나카는 요리토모군과 승패를 결정지을 생각을 굳혔다. 한편 요리토모군이 곧 입경할 것이라는 소식에 힘을 얻은 고시라카와 법황은 요시나카를 교토에서 내쫓기 위해 요시나카군에 맞설 전력 증강을 도모했고, 요시나카는 요시쓰네가 소수만 거느리고 온다면 교토에 들어와도 좋다는 타협안을 제시했지만, 법황은 엔랴쿠지나 온죠지(園城寺)의 협력을 얻어서 승병이나 돌 던지는 부랑민들을 모아서 도랑이며 목책을 짓는 등 호슈지도노(法住寺殿)의 무장화를 시도했고, 나아가 요시나카측의 셋쓰 겐지 ・ 미노 겐지 등을 아군으로 끌어들여서 수적으로는 요시나카군을 훨씬 넘어섰다. 하지만 그 무력을 지휘할 총대장 미나모토노 유키이에가 헤이케 추토를 위해 교토를 떠나 있는 상태에서 수적으로 요시나카군을 충분히 이길 수 있다고 판단한 법황은 곧바로 "당장 서쪽으로 헤이케를 추토하러 가던지, 인센(院宣)을 어기고 요리토모군과 싸우겠다면 선지 없이 혼자서 요리토모와 맞서라. 그대로 교토에 머무른다면 모반으로 간주한다"는 최후 통첩을 요시나카에게 보냈다. 요시나카는 "주상을 등질 생각은 없습니다. 요리토모군이 교토에 들어온다면 싸워야겠지만, 교토에 들어오지 않는다면 서쪽으로 내려갈 것입니다."라는 대답을 보냈다(구조 가네자네는 이 일을 두고 "요시나카의 말은 원만한 답변이었다. 인의 마음은 법에 지나친 것으로 왕자가 할 행동이 아니다."라며 요시나카를 옹호한다). 요시나카의 대답에 법황이 어떻게 대응했는지는 확실하지 않지만, 이미 18일에 고토바 천황이나 슈카쿠 법친왕(守覚法親王), 엔에(円恵) 법친왕, 천태좌주(天台座主) 묘운(明雲)이 고쇼로 들어와 있는 것을 보아 요시나카를 무력으로 공격할 결의를 굳힌 것으로 보인다.

### 호슈지도노 습격
11월 19일, 요시나카는 호슈지도노를 습격했다. 법황측에서는 도키 미쓰나가(土岐光長) ・ 미쓰쓰네(光経) 부자가 분전했으나 요시나카군의 목숨을 건 맹공 앞에서 패하고 말았다. 요시나카의 사졸들은 고쇼를 빠져나가려던 고시라카와 법황을 붙잡았고 환희하는 목소리가 하늘에 치솟았다(《교쿠요》). 요시나카는 법황을 고조 도도인(五条東洞院)의 셋쇼저(攝政邸)에 유폐했고, 이 싸움에서 묘운이나 엔에 법친왕 등 다수의 황족이 전사한다. 구조 가네자네는 "여지껏 귀종(貴種)과 고승(高僧)이 겪었던 고난이 이 정도였다는 이야기를 들어본 적이 없다"며 개탄할 정도였다. 엔랴쿠지의 승려로 천태종(天台宗)의 최고 지위인 천태좌주에 있었던 승려 묘운에 대해서도 요시나카는 "그딴 놈 내가 알 게 뭐냐?"라며 그 목을 쳐서 강에다 던져 버렸다. 20일에 요시나카는 고조 강변에 미쓰나가 이하 1백여 인의 목을 효수하였다. 21일에는 전임 간파쿠(關白) 마쓰도노 모토후사(松殿基房)와 제휴하여 "세간의 일은 마쓰도노께 아뢰어 매사를 처리할 것"이라고 명하고, 22일에 모토후사의 아들인 모로이에(師家)를 나이다이진(内大臣) ・ 셋쇼로 하는 괴뢰 정권을 수립한다(《헤이케 이야기》에는 요시나카가 모토후사의 딸을 억지로 아내로 삼았다고 하였는데, 실제로는 복권을 꾀하던 모토후사가 요시나카와 손잡고 자신의 딸을 시집보낸 것으로 보인다).
11월 28일, 신임 셋쇼 마쓰도노 모로이에(松殿師家)가 하문(下文)을 띄워 전임 셋쇼 고노에 모토미치(近衛基通)의 집안 영지 80여 곳을 요시나카에게 주도록 하고, 주나곤(中納言) ・ 후지와라노 도모카타(藤原朝方) 이하 43인이 해관(解官)당한다. 요시나카는 12월 1일에 인노미쿠리야노벳토(院御厩別当)가 되어 사바노카미(左馬頭)로서 군사의 전권을 장악했다. 10일에는 미나모토노 요리토모 추토를 명하는 인쵸카몬(院庁下文)을 발급해, 형식적으로는 '관군'(官軍) 체제를 정돈한다.

### 최후
주에이 3년(1184년) 1월 6일, 가마쿠라군이 스노마타(墨俣)를 넘어 미노(美濃)에 들어왔다는 소문이 퍼졌고, 15일에는 요시나카 스스로 세이토다이쇼군(征東大將軍)이 되었다. 헤이시와의 화목 공작이나 고시라카와 법황을 데리고 홋코쿠(北国)로 내려갈 것도 모색했지만, 미나모토노 노리요리(源範頼) ・ 요시쓰네가 이끄는 가마쿠라군이 눈앞에 들이닥치고 싸움을 피할 수 없게 된 상황에서, 법황 유폐를 비롯한 일련의 행동으로 이미 덕망을 잃은 요시나카를 따르는 군사는 많지 않았다. 결국 우지 강(宇治川)과 세타(瀬田)의 싸움에서 참패한 요시나카는 간신히 이마이 가네히라(今井兼平), 데즈카 미쓰모리(手塚光盛) 등 몇 명의 부하와 함께 달아나지만, 20일, 오미 국 아와즈(지금의 일본 시가 현 오쓰 시)에서 전사한다(아와즈의 싸움). 향년 31세였다.
요시나카가 전사했을 때 적자 요시타카는 요리토모의 딸 오오히메(大姫)의 남편으로서 가마쿠라에 있었지만, 요리토모의 처형 명령에 도망치려다 잡혀 죽고 요시나카의 가계는 끊어지고 말았다.
센고쿠 다이묘였던 기소 씨 집안은 요시나카의 자손이라 자칭하였다.